# Platycalymma
Platycalymma är ett släkte av bönsyrsor. Platycalymma ingår i familjen Iridopterygidae.
Kladogram enligt Catalogue of Life:
| Platycalymma | \| \| Platycalymma latipennis \| \| \| \| \| \| Platycalymma madagascariensis \| \| \| \| |
|              | \| \| Platycalymma latipennis \| \| \| \| \| \| Platycalymma madagascariensis \| \| \| \| |
|              | Platycalymma latipennis                                                                   |
|              |                                                                                           |
|              | Platycalymma madagascariensis                                                             |
|              |                                                                                           |